# Al Oued
Al Oued  (in arabo الواد‎?) è un centro abitato e comune rurale del Marocco situato nella provincia di Tétouan, regione di Tangeri-Tetouan-Al Hoceima. Conta una popolazione di 11 288 abitanti (censimento 2014).